# 中世紀大學

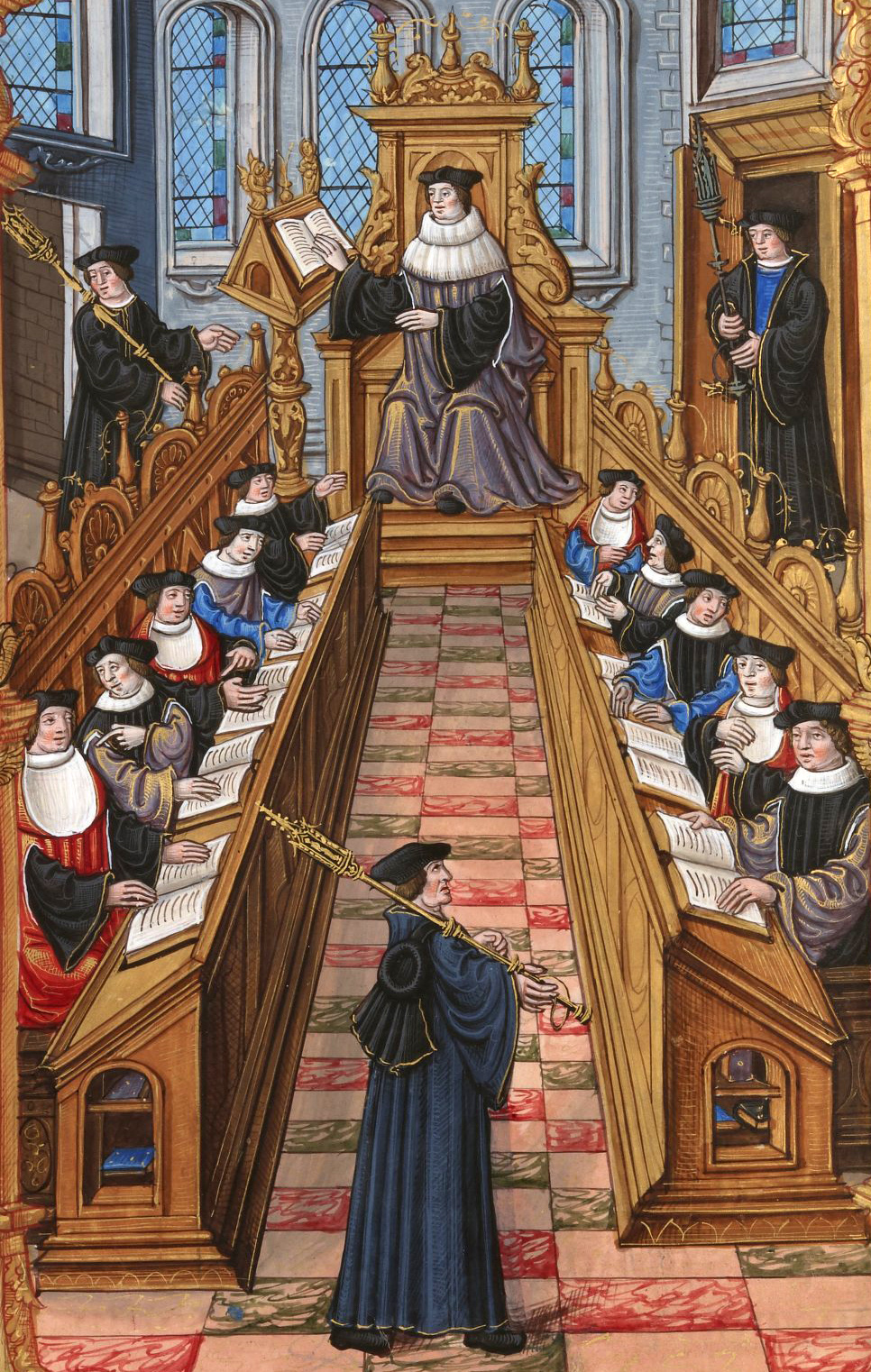
16世紀的手抄本，其上描繪的是巴黎大學的博士們聚會的場景

中世紀大學指的是歐洲中世紀形成的一系列高等教育組織。這些教育組織主要提供神學、法學、醫學和博雅教育。它們是原型則是更古老的基督教座堂學校和修道院學校，而其形成現代意義上的大學的具体時間並不能確定，梵蒂岡保存的歐洲高等教育的綜合研究機構（studia generalia）的名單可以作為參考。
“universitas”（大學）一詞在這個時候指的是“studia generalia”之内的一些學生團體，實際上這個詞在中世紀早期一般都不會單獨出現，而是要加上別的修飾詞，例如“universitas magistrorum”、“universitas scholarium”和“universitas magistrorum et scholarium”，“universitas”一詞到了14世紀后半期才開始單獨使用。至今義大利語等語言中大學仍稱為Università degli Studi。
被廣泛承認的第一所大學是約11世紀建立的義大利博洛尼亞大學。
到了近世，這種西式的教育組織開始普及到世界其他地區，基本上取代了其他形式的高等教育機構，形成了現在的大學。

## 性質
以其架構看中世紀大學屬於社團性質，與行會(guild)相類似。「大學」(Universitas, University)一詞原是羅馬的法律名詞，等於現代意義下的corporation（組合或集團）。在十一、二世紀時，由於歐洲城市興起，商業行會亦隨之出現。當時學者也仿行會組織學者集團，成為一種「教師與學生的組合」(universitas magistrorum et scholariorum)。

## 地位
天主教會壟斷教育的時代，獲得教宗親自簽署並頒發的特許令，成為每所中世紀大學不可或缺的建校前提。而於12、3世紀的歐洲來說，大學作為一個新興集團，政府和羅馬教廷都會對大學頒布各種特權和限制，表示著其處於世俗勢力和神權勢力相互拉攏的狀態。

## 外部連結
- The Shift of Medical Education into the Universities（页面存档备份，存于）
- The Educational Legacy of Mediaeval and Renaissance Traditions.
- From Manuscript to Print: Evolution of the Mediaeval Book.（页面存档备份，存于）
- Life of the Students at Paris.（页面存档备份，存于）
- Mediaeval History: A Mediaeval Atlas（页面存档备份，存于）
- Cambridge, A Brief History: The Mediaeval University.
- Mediaeval Science, the Church, and Universities（页面存档备份，存于）
- Quality Assurance In A Globalized Higher Education Environment: An Historical Perspective （DOC file）
- The Rise of Universities (classic), Charles Homer Haskins, 1923（页面存档备份，存于）